# 卡萨尔扎利古雷
卡萨尔扎利古雷（義大利語：Casarza Ligure），是意大利热那亚省的一个市镇。总面积27.4平方公里，人口6663人，人口密度243.2人/平方公里（2009年）。ISTAT代码为010011。